# نیکو بانگرت
نیکو بانگرت (انگلیسی: Niko Bungert؛ زادهٔ ۲۴ اکتبر ۱۹۸۶) بازیکن فوتبال اهل آلمان است.
از باشگاه‌هایی که در آن بازی کرده‌است می‌توان به باشگاه فوتبال شالکه ۰۴، باشگاه فوتبال ماینتس ۰۵، و باشگاه فوتبال کیکرز اوفنباخ اشاره کرد.
وی همچنین در تیم ملی فوتبال زیر ۲۱ سال آلمان بازی کرده‌است.